# Science Europe
Ciencia Europa (en inglés: Science Europe) es una asociación de organismos de investigación europeos. Fue creada en octubre de 2011 y tiene su sede en Bruselas. El objetivo de la asociación es facilitar la cooperación entre sus miembros y apoyar la excelencia en la ciencia y en la investigación en todas sus disciplinas, actuando como una plataforma para proyectar su posición en cuestiones de política y así poder enviar mensajes consensuados a la Unión Europea, los investigadores, los gobiernos nacionales y el público en general.
Las organizaciones que conforman Ciencia Europa comparten una misión común: fomentar la investigación de excelencia en un mundo donde las comunidades científicas superan las fronteras nacionales. También comparten la responsabilidad de la gestión de una proporción considerable de público nacional de investigación de inversiones en Europa. Ciencia Europa se estableció por parte de sus miembros para actuar como una plataforma para compartir la experiencia y la práctica, desarrollar e implementar estrategias colectivas para enfrentar sus desafíos comunes, así como para hablar con una sola voz a las partes interesadas de la política cuando es pertinente para hacerlo.
Las políticas relacionadas con el trabajo de Ciencia Europa está guiada por una hoja de ruta. En este documento se describen los objetivos estratégicos de la asociación, así como las nueve "Áreas Prioritarias de Acción", en las que los miembros de la organización deben colaborar.

## Organizaciones miembros
Los miembros de Ciencia Europa :
- Alemania: Sociedad Alemana de Investigación (DFG), Sociedad Max Planck (MPG), Leibniz-Gemeinschaft.
- Austria: Austrian Science Fund (FWF).
- Bélgica: National Fund for Scientific Research (FRS-FNRS), Research Foundation - Flanders (FWO).
- Bulgaria: Bulgarian Academy of Sciences.
- Croacia: Croation Science Foundation (HRZZ).
- Dinamarca: Danish Council for Independent Research (DFF), Danish national Research Foundation (DG).
- Eslovaquia: Slovak Research and Development Agency (APVV).
- Eslovenia: Slovenian Research Agency (ARRS).
- España: Consejo Superior de Investigaciones Científicas (CSIC).
- Estonia: Estonian Research Council (ETAG).
- Finlandia: Academy of Finland (AKA).
- Francia: Agence nationale de la recherche (ANR).
- Hungría: Academia Húngara de Ciencias (MTA).
- Islandia: Icelandic Centre for Research (Rannís).
- Irlanda: Health Research Board (HRB), Irish Research Council (IRC), Science Foundation Ireland (SFI).
- Italia: Consiglio Nazionale delle Ricerche (CNR), National Institute for Nuclear Physics (INFN).
- Letonia: Latvian Science Council (LZP).
- Lituania: Research Council of Lithuania (LMT).
- Luxemburgo: National Research Fund (FNR).
- Países Bajos: Netherlands Organisation for Scientific Research (NWO).
- Noruega: Research Council of Norway (RCN).
- Polonia: Foundation for Polish Science (FNP), National Science Centre (NCN).
- Portugal: Fundación para la Ciencia y la Tecnología (FCT).
- República Checa: Czech Science Foundation (GACR).
- Rumanía: UEFISCDI
- Suecia: Swedish Research Council for Health, Working Life and Welfare (FORTE), Swedish Research Council for Sustainable Development (FORMAS), Swedish Research Council (VR).
- Suiza: Swiss National Science Foundation (SNSF).
- Reino Unido: UK Research and Innovation.

## Áreas de Actividad
La ciencia de Europa lleva a cabo la promoción y actividades de la política en una variedad de la política de investigación de las áreas, incluyendo:
- Colaboración transfronteriza
- Género y Diversidad
- Horizonte 2020 y el Horizonte de Europa
- La innovación y el Impacto
- El Acceso abierto a las Publicaciones Científicas
- Ciencia Abierta
- Las Carreras De Investigación
- Los Datos De La Investigación
- Infraestructuras De Investigación
- Integridad En La Investigación
- Política de investigación y Evaluación del Programa

Dedicado a los grupos de trabajo de alto nivel de la política de redes y fuerzas de tarea están alrededor de estas áreas de política para avanzar de manera concreta en la búsqueda de enfoques comunes; estos grupos de empate en la amplia experiencia de las Organizaciones Miembros. La ciencia de Europa publica regularmente las declaraciones de posición, guías prácticas, resúmenes, informes de la encuesta, y otros documentos sobre estos temas que proporcionan los análisis, se presentan los resultados, y hacer recomendaciones para las partes interesadas de la investigación.

## Legislación y regulación en la UE
Ciencia Europa está activo en los temas relacionados con la legislación de la UE y de asuntos regulatorios que tienen un gran impacto en el sector de la investigación, temas actuales incluyen: 
- Directiva sobre derechos de Autor
- General De Protección De Datos Reglamento
- La directiva sobre la Protección de los Animales Utilizados para Fines Científicos
- Reglamento sobre el Libre Flujo de Datos de carácter No personal
- Revisión de la Directiva sobre la Información del Sector Público